# Jauntalbrücke
Die Jauntalbrücke ist eine Eisenbahnbrücke über die Drau im Jauntal. Die Jauntalbrücke liegt in der Gemeinde Ruden in Kärnten. Über sie verlief die Jauntalbahn auf der Verbindung von Bleiburg und St. Paul. Nach einem Umbau wurde die Brücke 2023 Teil der neu gebauten Koralmbahn.
Mit 96 m Höhe überspannt die Jauntalbrücke auf einer Länge von 429 m die Drau und ist damit eine der höchsten Eisenbahnbrücken Europas. Sie ist auch aufgrund ihrer Nutzung als Plattform für Bungee-Jumping seit 1991 überregional bekannt. Laut dem Bungee-Jumping-Anbieter gab es zwischen 1991 und 2016 mehr als 40.000 Sprünge.

## Geschichte

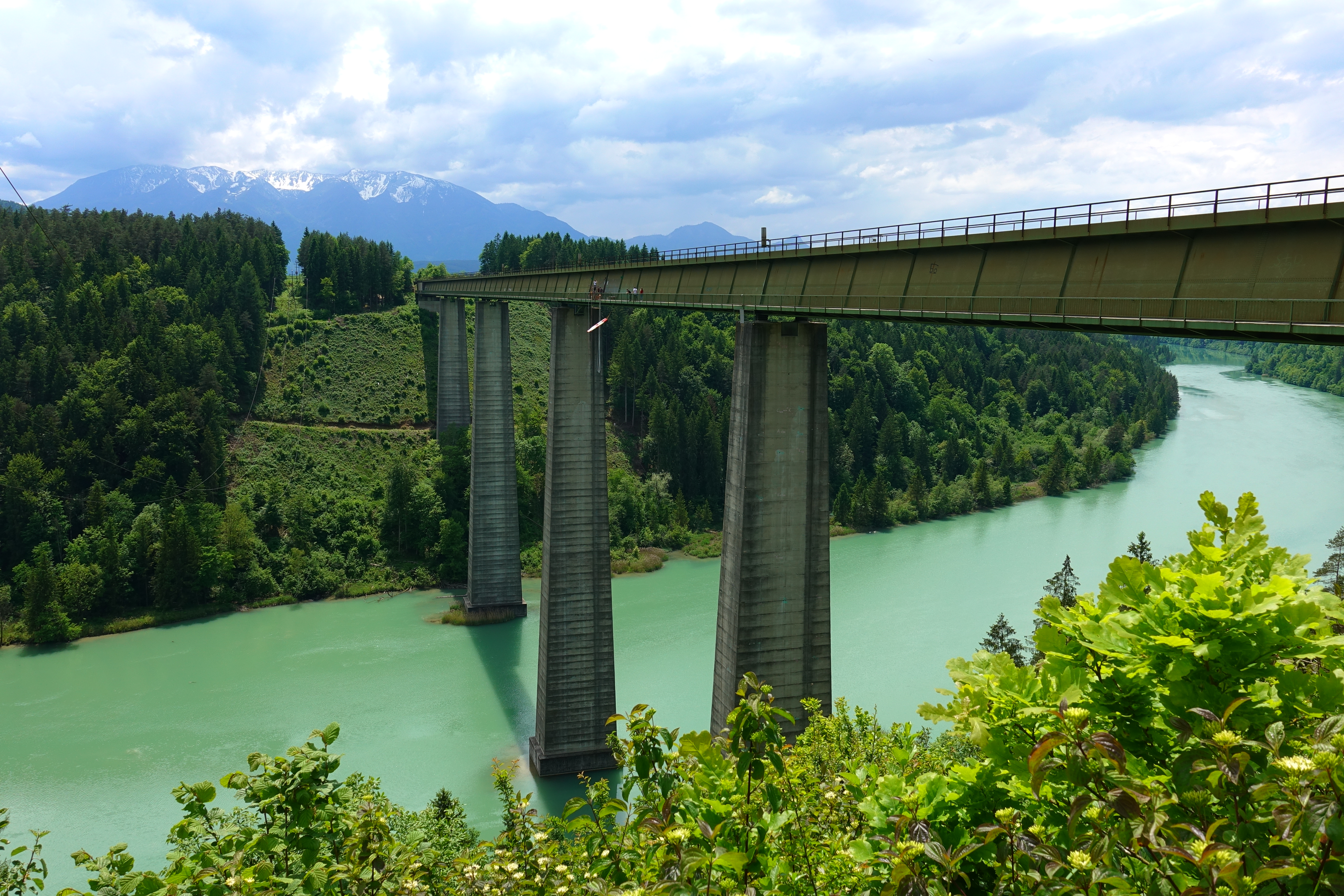
Alte Jauntalbrücke über die Drau bei Ruden in Kärnten, Österreich (2019)

### Planung und Bau
Nach dem Ende des Ersten Weltkrieges wurde der Eisenbahnknoten Dravograd als Kreuzungspunkt der Kärntner Bahn mit der Lavanttalbahn vom österreichischen Eisenbahnnetz abgeschnitten. Bereits 1919 wurde über eine innerösterreichische Verbindung der beiden Bahnstrecken nachgedacht, die aber erst ab 1959 als Jauntalbahn gebaut wurde. Im Verlauf der Bahnstrecke musste das Drautal mit der Jauntalbrücke überquert werden.
Zunächst wurden umfangreiche Baugrunduntersuchungen durchgeführt. Diese ergaben, dass das Phyllit-Grundgebirge der Drau mit einer bis zu 14 m mächtigen Sedimentschicht überdeckt ist. Diese Stauraumablagerungen sind auf das Draukraftwerk Schwabegg zurückzuführen.
Die eigentlichen Bauarbeiten begannen im November 1959, zunächst mit der Einrichtung der Baustelleninfrastruktur und dann mit der Gründung der beiden Hangpfeiler 1 und 4. Die Tiefbauarbeiten konnten im August 1961 abgeschlossen werden. Anfang 1961 begannen die Montagearbeiten des Tragwerks, welches am 24. Oktober 1961 geschlossen wurde.
Für den Bau der Brücke wurden 20.000 m³ Beton, 460 t Rundstahl und 1760 t hochwertiger Baustahl verarbeitet.
Nachdem 1962 die Bauarbeiten an der Brücke abgeschlossen waren, wurde die Brücke 1964 als Teil der Jauntalbahn eröffnet.

### Bis 2022
Auf der Ostseite der alten Brücke befand sich ein Fußweg, von dem aus seit 1991 das Bungee-Springen möglich war.

### Ausbau und Modernisierung
Im Zuge der Errichtung der Koralmbahn zwischen Graz und Klagenfurt wurde die eingleisige Brücke 2022 bis 2023 zweigleisig umgebaut und elektrifiziert. Die Streckensperrung dauerte rund 12 Monate, es war ein umfassender Schienenersatzverkehr notwendig.
Seit Dezember 2023 wird die erneuerte Brücke wieder von Regionalzügen befahren. (Stand 2024 die S3 und der REX 3 der S-Bahn Kärnten und ÖBB.) Fernverkehrszüge und Güterzüge fahren nach Fertigstellung der gesamten Koralmbahn voraussichtlich ab Dezember 2025.

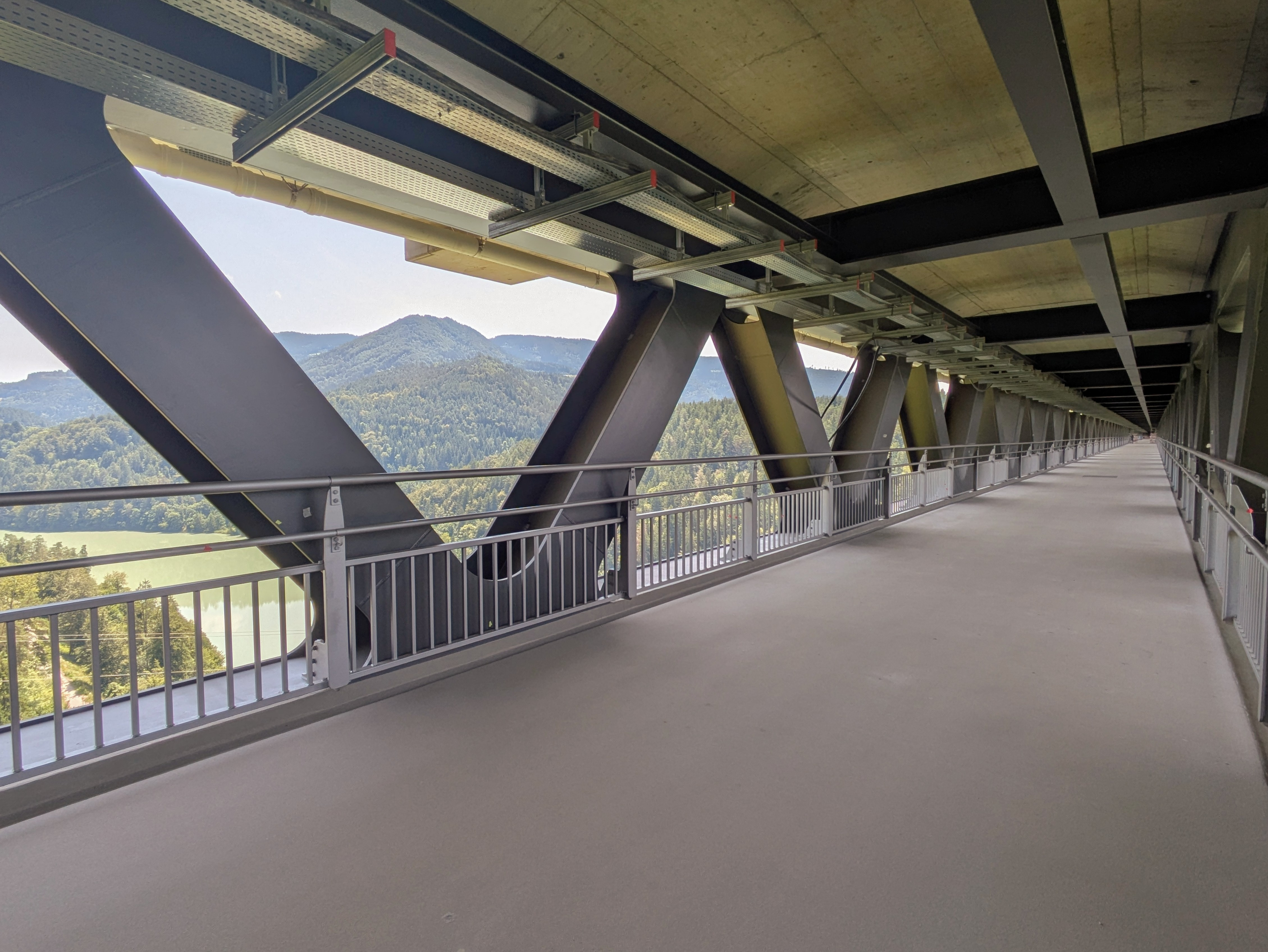
Fuß- und Radweg der neuen Jauntalbrücke ab Juni 2024

Ein neuer Fuß- und Radweg wurde durch das Innere der Brücke, direkt unter den Gleisen, eingerichtet und am 24. Juni 2024 für die Öffentlichkeit freigegeben. Das Bungee-Jumping wird voraussichtlich ab 2025 wieder möglich.

## Konstruktion
Das Stahltragwerk ruht auf vier Betonpfeilern: zwei im Fluss und zwei am Hang. Die beiden Hangpfeiler wurden mittels Brunnengründung hergestellt. Dazu wurden je Pfeiler sechs Brunnen mit einem Durchmesser von 4,5 m gebaut. Um mögliche Hangrutschungen zu vermeiden, wurde auf das Einrammen von Spundwänden verzichtet und die Brunnen abgeteuft. Die Brunnen wurden bis zu einer Tiefe von 13 m abgeteuft und anschließend mit Beton verfüllt. Oben auf den Brunnen wurden 6 m dicke Stahlbetonplatten betoniert, um die Lasten der Pfeiler gleichmäßig zu verteilt. Die beiden Flusspfeiler mussten auf das Phyllit-Grundgebirge gegründet werden. Hier entschied man sich für eine Druckluftgründung. In der Drau wurde eine künstliche Insel aufgeschüttet, auf der die 15 m × 15 m großen Senkkästen aufgebaut und anschließend abgesenkt wurden. Das Absenken eines Kastens bis zum Erreichen des tragfähigen Gebirges in einer Tiefe von fast 20 m dauerte zwölf Wochen im ununterbrochenen Schichtbetrieb. Die Arbeitskammer und der darüber liegende Teil bis zum Hochwasserspiegels wurden mit Beton verfüllt.
Die hohlen Pfeiler haben im Fundamentbereich einen Querschnitt von 8,30 m × 13,00 m und verjüngen sich bis zur Auflagerbank auf 4,00 m × 7,50 m. Durch je zwei senkrechte Wände ergibt sich ein dreizelliger Hohlquerschnitt, wobei die beiden Innenwände einheitlich 30 cm dick sind, während die Dicke der Außenwände von 65 cm auf 40 cm abnimmt. Die Wände werden innen zusätzlich durch horizontale Querscheiben im Abstand von 12,00 m gegeneinander ausgesteift. Das Fundament eines Flusspfeilers wiegt fast 10.000 t, während der Pfeiler nur etwa 4.000 t wiegt.
Das ursprüngliche Tragwerk bestand aus einem Hohlkasten mit trapezförmigem Querschnitt dessen fünf Felder 78,66 + 87,40 + 95,14 + 87,40 + 78,66 m maßen, jeweils 5 m hoch und zu Instandhaltungszwecken begehbar waren. Der trapezförmige Querschnitt ergab sich aus der Forderung, dass die Brückenhölzer oben direkt auf den Hauptträgern aufliegen sollten, gleichzeitig aber die untere Breite einen ausreichenden Schutz gegen seitliches Kippen bieten sollte. Die gewählten Blechdicken lagen zwischen 12 und 30 mm. Die vorgefertigten Einzelteile wurden in der Werkstatt verschweißt und auf der Baustelle vernietet. Die Montage erfolgte je zur Hälfte auf beiden Seiten der Drau auf je einer 130 m langen Verschubbahn hinter den Widerlagern und anschließendem Verschub mittels Rollenbatterie. Die Lieferung und Montage erfolgte durch VÖEST und Waagner-Biro.
Im Jahr 2023 erhielt die Brücke im Zuge des zweigleisigen Streckenausbaus ein neues, 3000 t schweres Tragwerk. Es wurde in drei Teilstücken angeliefert und am nördlichen Ende mit dem bestehenden Tragwerk verbunden und dann mittels hydraulischen Pressen nach Süden geschoben, wo die alte Brückenkonstruktion zerschnitten und zum Recycling abtransportiert wurde. Die vorhandenen Betonpfeiler aus den 1960er können weiterhin verwendet werden, wurden jedoch geprüft und ertüchtigt, der Untergrund teils mit Zementinjektionen stabilisiert.